# بلاغي
بلاغي (بالفارسية: بلاغی) هي منطقة سكنية تقع في فارس في إيران. يقدر عدد سكانها بـ 70 نسمة .